# Fabian Giessmann
Fabian Giessmann (* 30. Mai 2005) ist ein deutscher Basketballspieler.

## Werdegang
Giessmann, der von einem deutschen Vater und einer südsudanesischen Mutter abstammt, spielte als Heranwachsender Fußball beim SV 07 Linden und begann 2018 beim TK Hannover mit dem Basketballsport. Beim TKH spielte er in der Jugend sowie im Herrenbereich in der Landesliga. Des Weiteren betrieb er Leichtathletik und Wasserball.
In der Spielart 3x3 wurde er 2022 U17-Europameister sowie 2023 U18-Weltmeister und als bester Spieler der beiden Turniere ausgezeichnet. Im selben Jahr gewann er die Goldmedaille im 3x3 beim Europäischen Olympischen Sommer-Jugendfestival in Maribor. Die Zeitung Neue Presse kürte ihn zum Sportler des Jahres 2023. 2024 errang er auch den 3x3-WM-Titel in der Altersklasse U23 und erhielt erneut die Auszeichnung als bester Spieler der Veranstaltung.
Anfang Januar 2025 stieß er zum Bundesligisten Hamburg Towers und erhielt ebenfalls eine Spielberechtigung für den Drittligisten SC Rist Wedel. Im selben Monat bestritt Giessmann seinen ersten Einsatz im Berufsbasketball, als er von Hamburgs Trainer Benka Barloschky im Eurocup-Spiel gegen Venedig aufs Feld geschickt wurde. Zwei Tage später gab er seinen Einstand in der Bundesliga. Im April 2025 kehrte Giessmann zur Spielart 3x3 zurück.